# Gabriel von Seidl

Gabriel von Seidl, Porträt von Franz Würbel

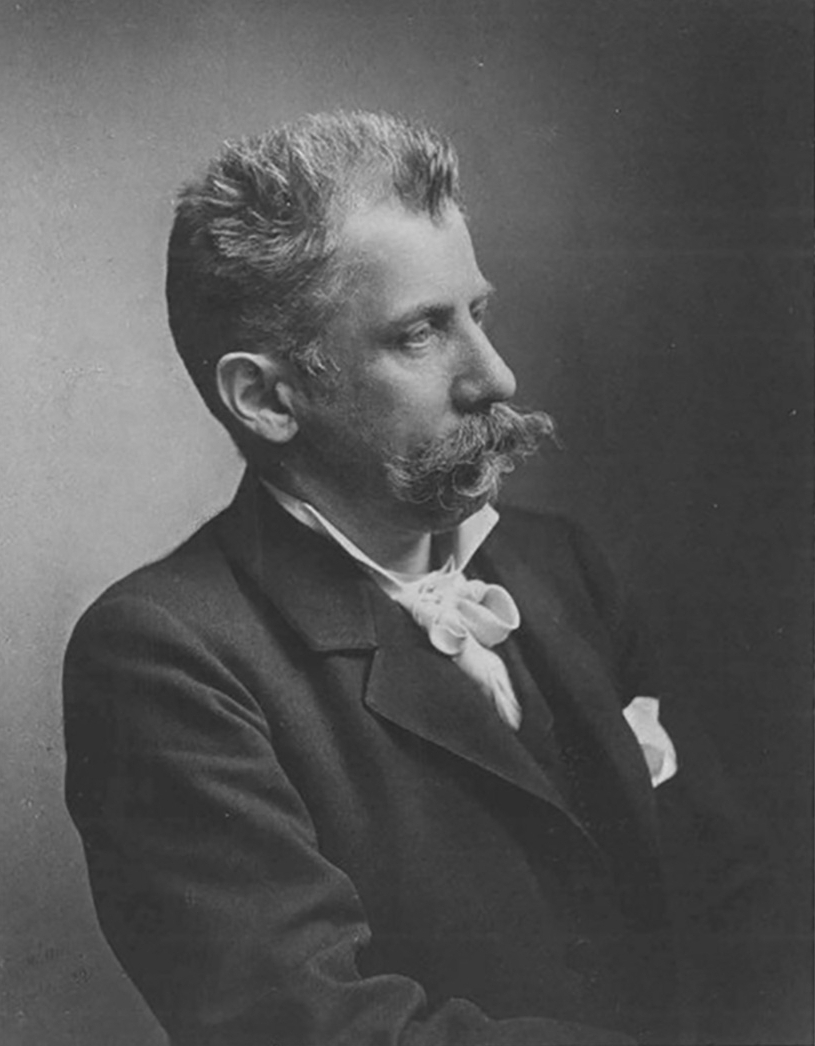
Gabriel von Seidl (um 1900)

Gabriel Seidl, ab 1900 Ritter von Seidl (* 9. Dezember 1848 in München; † 27. April 1913 ebenda), war ein deutscher Architekt und Vertreter des Historismus sowie des bayerischen Heimatstils.

## Leben

### Werdegang

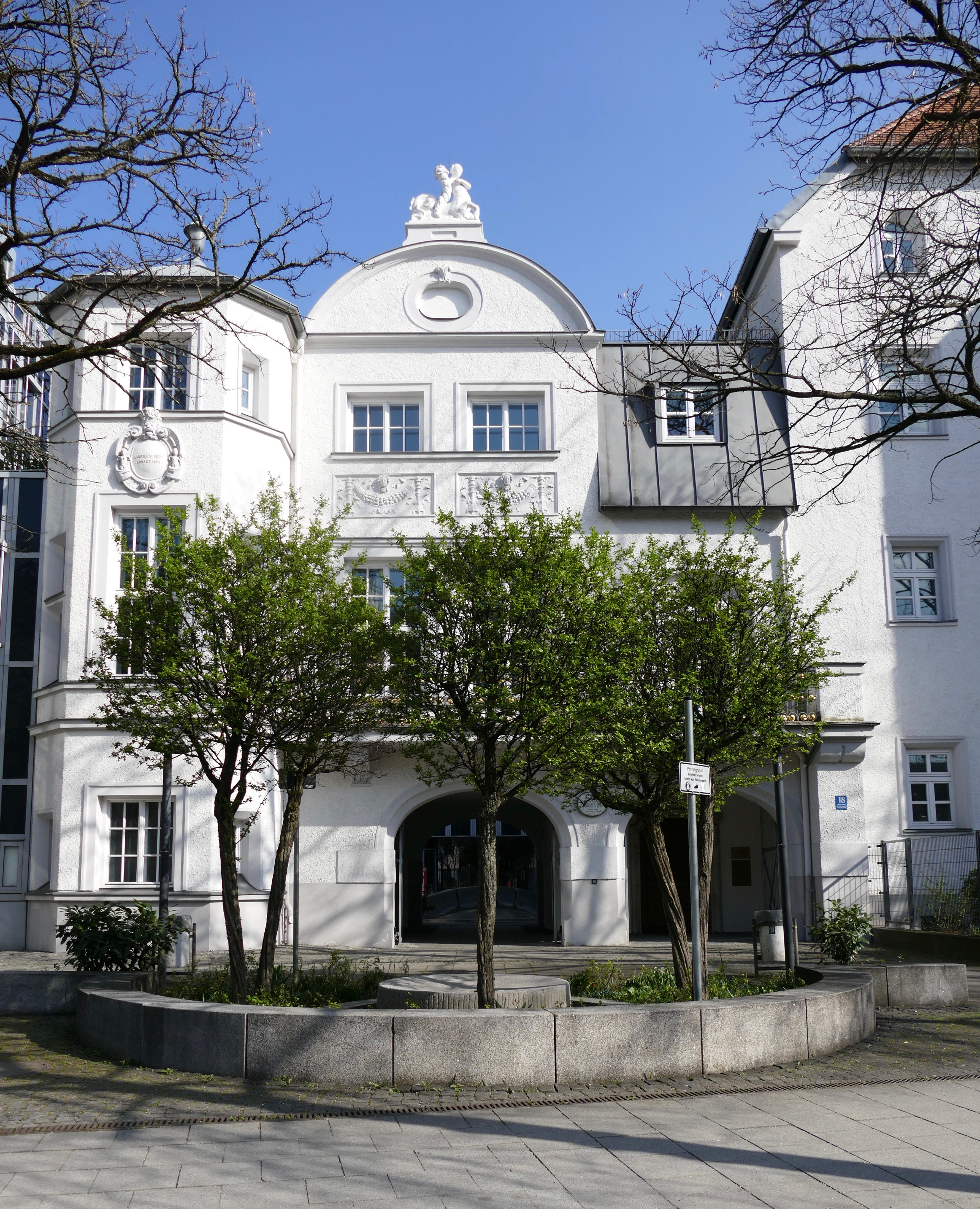
Ehemaliges Atelier, Marsstraße 28, heute Seidlstraße 18

Gabriel Seidl war der erste Sohn Therese Seidls, Tochter des Bierbrauers und Besitzers des Spatenbräus Gabriel Sedlmayr d. Ä., und ihres Mannes, des Bäckers Anton Seidl (1806–1869). Er studierte zunächst Maschinenbau an der Polytechnischen Schule München und arbeitete einige Zeit als Maschinentechniker in England. Dort stellte er fest, dass seine eigentliche Begabung auf dem Gebiet der Architektur lag, woraufhin er ein Architekturstudium an der Münchner Akademie aufnahm (unterbrochen von einem Kriegseinsatz als Freiwilliger im Deutsch-Französischen Krieg 1870/71). Während des Studiums trat er 1866, wie auch später sein Cousin Gabriel von Sedlmayer, der Studentenverbindung Corps Germania bei. Als Architekt des Corpshauses schmückt sein Porträt zusammen mit dem von Sedlmayer, als Hauptfinanzier, das Vestibül des Corpshauses.
Nach einem längeren Studienaufenthalt in Rom eröffnete er 1878 ein Atelier für Innendekoration. Seidl wurde Mitglied des 1851 gegründeten Münchner Kunstgewerbevereins und fand schnell die Wertschätzung der zugehörigen Künstler: u. a. Lorenz Gedon, Rudolf von Seitz und Fritz von Miller. Durch Verleihung des Bayerischen Kronenordens wurde er 1900 in den Adelsstand erhoben und 1908 zum Ritter des Ordens Pour le Mérite für Wissenschaften und Künste ernannt. 1902 gründete er im Künstlerhaus den Isartalverein, um nach der Errichtung der ersten Kraftwerke der Isarwerke die weitere Zerstörung des Isartals durch Boden- und Bauspekulanten zu verhindern. Im selben Jahr war er zusammen mit seinen Architektenkollegen August Thiersch, Hans Grässel und Franz Zell maßgeblicher Mitbegründer des Vereins für Volkskunst und Volkskunde in München, der später in Bayerischer Landesverein für Heimatpflege umbenannt wurde.

### Familie
1890 heiratete Seidl die Förstertochter Franziska Neunzert, aus der Ehe gingen fünf Kinder hervor. Sein Bruder Emanuel von Seidl war ebenfalls Architekt und ist sowohl für seine zahlreichen privaten Wohnbauten bekannt wie auch für repräsentative Bauten, etwa das Staatstheater am Gärtnerplatz in München oder die Gebäude der Weltausstellung 1910 in Brüssel. Nach Gabriels Tod führte sein Bruder Emanuel dessen Pläne am Deutschen Museum bis 1919 fort. Die Schwester Therese heiratete in zweiter Ehe den Landschaftsmaler Konrad Reinherz. Der weitere Bruder, der Zuckerbäcker Anton Seidl, ist bekannt für die Prinzregententorte.
Gabriel von Seidl starb 1913 in seinem Wohn- und Bürohaus in München, Marsstraße 28 (heute Seidlstraße 18).

### Grabstätte

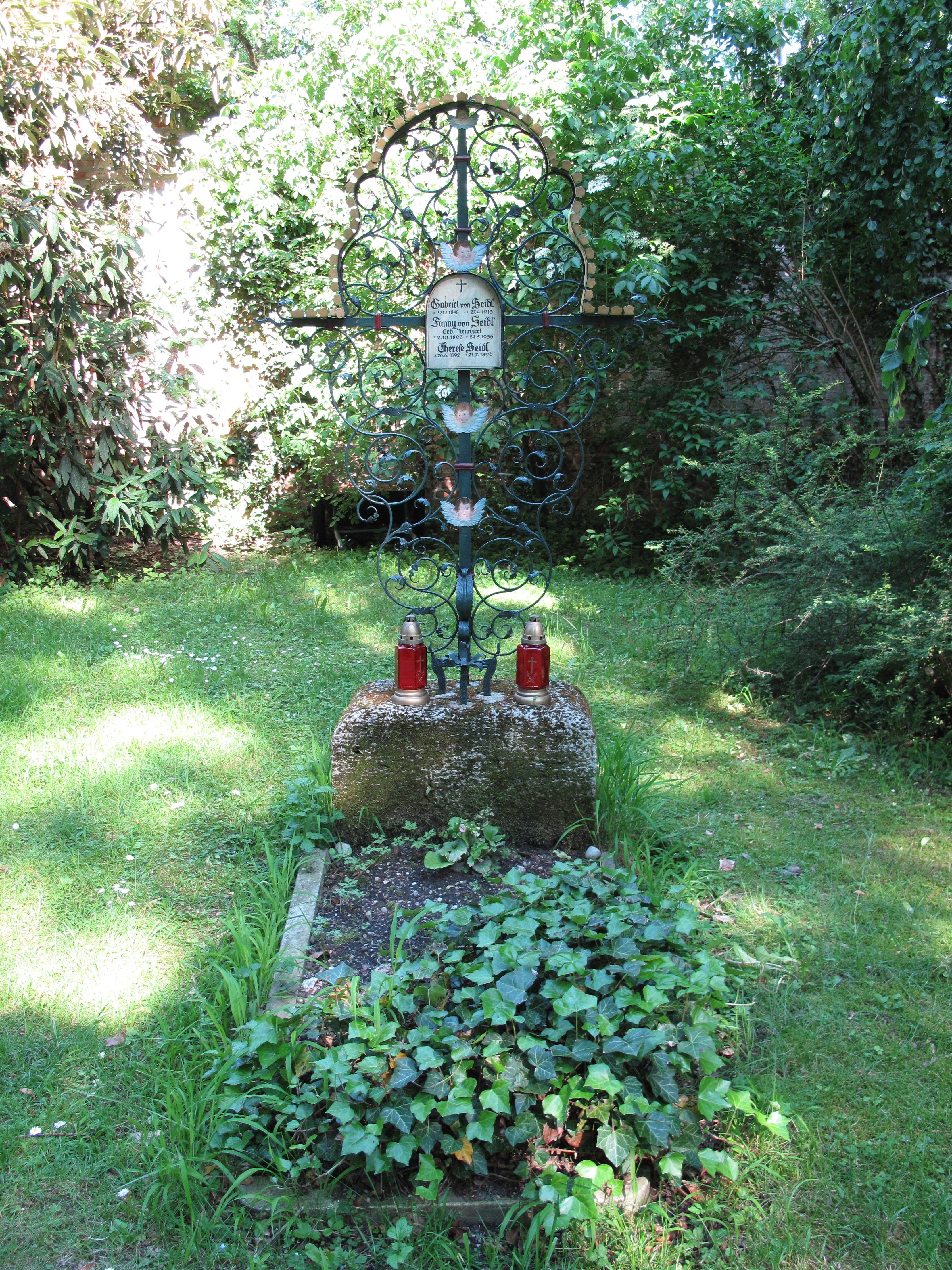
Grab Gabriel von Seidls auf dem Alten Südlichen Friedhof, München, Grabfeld Mauer Links Spitz 2-20

Die Grabstätte von Gabriel von Seidl ist ein Ersatzgrab (Original verloren) und befindet sich auf dem Alten Südlichen Friedhof in München bei der Grabnummer Mauer Links Spitz 2-20 (gegenüber Grabfeld 15).

## Bauten
Seidl widmete sich unter anderem dem Schlossbau. 1885 wurde nach seinen Plänen das Neue Schloss Büdesheim errichtet. 1894 wurde Seidl von Kaiser Wilhelm II. beauftragt, sich mit einem möglichen Umbau der Burg Hohenzollern im puristischen Stil des Historismus zu beschäftigen. Seidl verzichtete jedoch nach einem Besuch der Burg auf den Auftrag mit den Worten: „Diese Burg ist derart verpfuscht, dass ich nix machen kann als höchstens sie neu bauen – und dann ist es halt keine alte Burg mehr … Das kann i net!“ Seidl baute in den Folgejahren für andere Auftraggeber ihre Schlösser um, 1899–1900 beispielsweise das Wasserschloss Schönau.
Siehe Liste der Bauten

## Ehrungen
- Ehrenbürgerwürde der Stadt Bad Tölz
- Ehrenbürgerwürde der Stadt München (1913)
- Ehrenbürgerwürde der Stadt Speyer (14. April 1909; wegen seiner Verdienste um den „von ihm errichteten Neubau des Historischen Museums der Pfalz in Speyer“)
- Ehrendoktorwürde der TU München
- Ehrenkonservator des Bayerischen Nationalmuseums
- Ehrenmitglied der Akademie der Bildenden Künste
- Königlich Bayerischer Professor
- Verdienstorden der Bayerischen Krone

## Namensgeber
Nach Gabriel Seidl wurden in vielen Orten Straßen und Plätze benannt meist in den Orten, zu denen es einen Bezug zu seinem Wirken gibt:
- in München wurde am 9. Dezember 1909 zu Seidls 60. Geburtstag im Stadtteil Maxvorstadt (Stadtbezirk 3 – Maxvorstadt) die Seidlstraße benannt (eine Umbenennung vorher Hasenstraße). Lage [8][9][10]

- Seidlstraße in Ingolstadt, Lage[11]

- Seidlstraße in Essen, Lage[12]

- Gabriel-von-Seidl-Straße in Gräfelfing, Lage[13]

- Gabriel-von-Seidl-Straße in Grünwald, Lage[14]

- Gabriel-von-Seidl-Straße in Pullach im Isartal, Lage[15]

- Gabriel-von-Seidl-Straße in Worms, Lage[16]

- Gabriel-Seidl-Straße in Bremen, Lage[17]

- Gabriel-von-Seidl-Platz in Nürnberg, Lage[18]

- Gabriel-von-Seidl-Weg in Bad Tölz, Lage, dort ist Gabriel von Seidl auch Namensgeber des Gabriel-von-Seidl-Gymnasiums.

## Denkmal

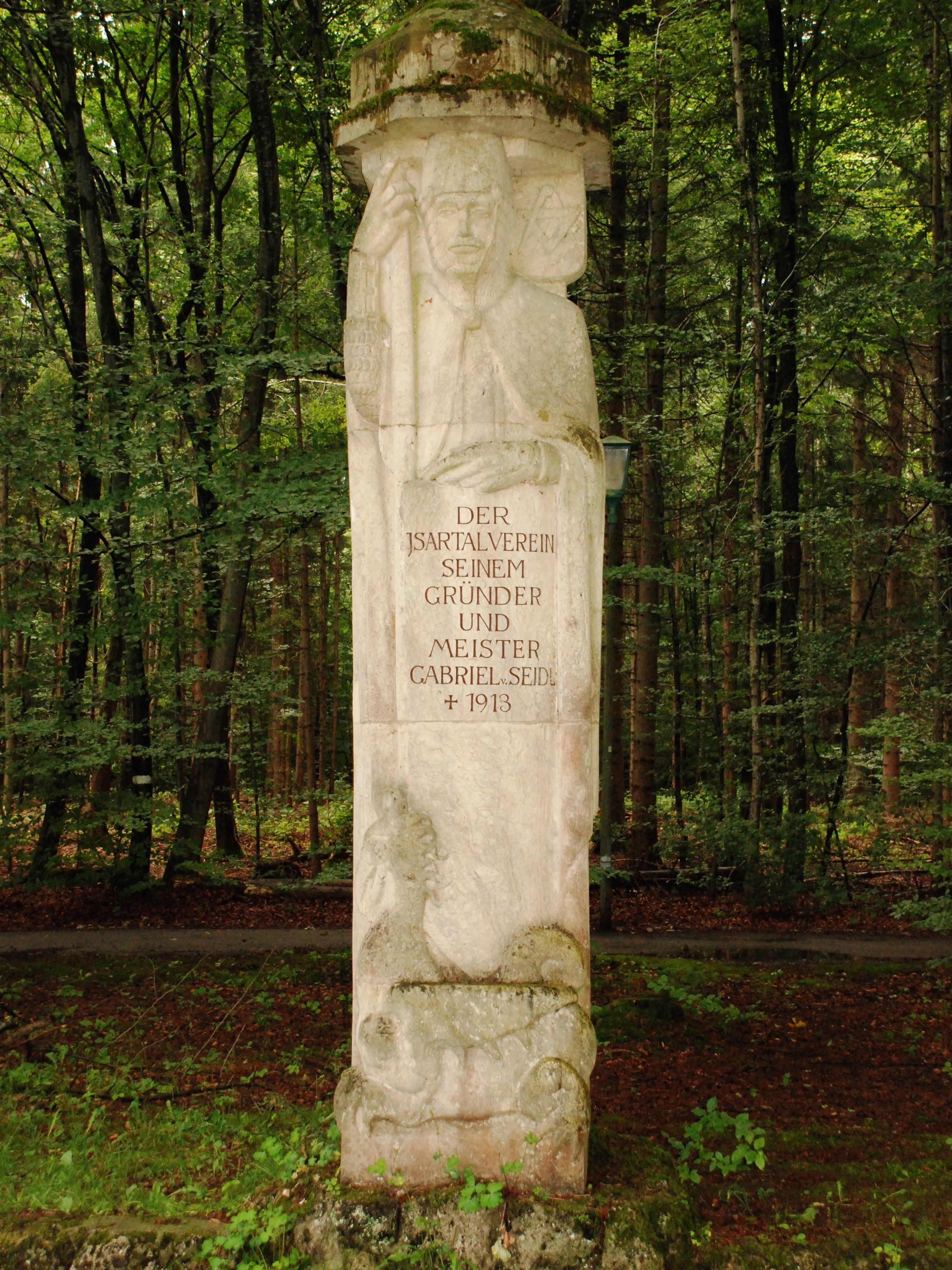
Denkmal des Isartalvereins für seinen Initiator Gabriel von Seidl

In Pullach wurde 1922 vom Isartalverein eine Gedenksäule für seinen Gründer Gabriel von Seidl errichtet. Die Säule befindet sich am Josef-Breher-Weg/Hochleite (Lage). Die Säule ist als Baudenkmal in der Bayerischen Denkmalliste unter Aktennummer D-1-84-139-12 aufgeführt. Die Säule wurde geschaffen vom Bildhauer Julius Seidler und stellt Gabriel von Seidl als St. Georg-Kämpfer für das Isartal dar.

## Bauten (Auswahl)
| Jahr      | Ort                              | Name | Koordinate          | Bild                         |
| --------- | -------------------------------- | --- | ------------------- | ---------------------------- |
| 1882–1884 | Ingolstadt                       | Altes Rathaus                                                                                            |                     |                              |
| 1883–1885 | Worms                            | Rathaus (zus. m. Ludwig Euler), Hagenstraße                                                              | Standort            |                              |
| 1884–1885 | Berlin                           | Ausschank der Brauerei Zum Spaten von Gabriel Sedlmayr Friedrichstr. 172                                 | Standort (zerstört) |                              |
| 1885      | Büdesheim (Schöneck)             | Neues Schloss Büdesheim                                                                                  | Standort            | Neues Schloss Büdesheim      |
| 1887–1891 | München                          | Lenbachvilla                                                                                             | Standort            | Lenbachvilla                 |
| 1887–1889 | München                          | Villa des Malers Friedrich August von Kaulbach                                                           | Standort            | Kaulbach-Villa               |
| 1888      | München                          | Wohnhaus am Bavariaring 17                                                                               | Standort            | Bavariaring 17               |
| 1888      | München                          | Wohnhaus am Bavariaring 24                                                                               | Standort            | Bavariaring 24               |
| 1888–1891 | Darmstadt                        | Heylshof, Stadtpalais für Maximilian von Heyl (zerstört)                                                 |                     |                              |
| 1890      | Oberschleißheim                  | Wohnhaus des Heraldikers Otto Hupp                                                                       | Standort            | Wohnhaus Hupp                |
| 1891      | Worms-Herrnsheim                 | Gottliebenkapelle, Gruftkapelle der Freiherrn von Heyl zu Herrnsheim                                     | Standort            | Gottliebenkapelle Herrnsheim |
| 1893–1896 | Ramholz                          | Schloss Ramholz                                                                                          | Standort            | Schloss Ramholz              |
| 1893–1898 | Repten bei Tarnowitz             | Schloss Repten der Grafen Henckel von Donnersmarck                                                       | Standort, zerstört  | Schloss Repten               |
| 1893–1900 | München                          | Künstlerhaus am Lenbachplatz                                                                             | Standort            | Künstlerhaus                 |
| 1894      | München-Lehel                    | St.-Anna-Brunnen                                                                                         | Standort            | St.-Anna-Brunnen             |
| 1894–1899 | München                          | Bayerisches Nationalmuseum                                                                               | Standort            | Bayerisches Nationalmuseum   |
| 1895      | Obenhausen                       | Mausoleum der Grafen Moy de Sons                                                                         | Standort            | Mausoleum                    |
| 1887–1892 | München                          | St. Anna im Lehel                                                                                        | Standort            | St. Anna im Lehel            |
| 1897–1898 | München                          | Hildebrandhaus                                                                                           | Standort            | Hildebrandhaus               |
| 1899–1900 | München                          | Rondell am Stachus                                                                                       | Standort            | Stachus                      |
| 1899–1900 | Schönau (Rottal)                 | Wasserschloss Schönau                                                                                    | Standort            | Schloss Schönau              |
| 1900      | Bergisch Gladbach                | Schloss Lerbach                                                                                          | Standort            | Schloss Lerbach              |
| 1900–1901 | Bad Tölz                         | Gutshof in Kirchbichl                                                                                    | Standort            |                              |
| 1901–1903 | München-Westend                  | St. Rupert                                                                                               | Standort            | St. Rupert                   |
| 1901–1903 | München                          | Senioren- und Pflegeheim Vincentinum, Oettingenstr. 16                                                   | Standort            | Vincentinum                  |
| 1903      | Schloss Liebenberg (Brandenburg) | Turm der Schlosskirche Liebenberg                                                                        | Standort            | Schlosskirche Liebenberg     |
| 1903–1904 | Bad Tölz                         | Neues Rathaus (seit 1979 Heimat- und Bürgerhaus), Umgestaltung                                           | Standort            | Heimat- und Bürgerhaus       |
| 1903–1905 | München                          | Ruffinihäuser am Rindermarkt                                                                             | Standort            | Ruffinihaus                  |
| 1904–1905 | München                          | Geschäftshaus Brienner Straße 25, ehemals Kunsthandlung Julius Böhler                                    | Standort            | Brienner Straße 25           |
| 1904–1908 | Neubeuern                        | Schloss Neubeuern, Neubau des Mitteltrakts                                                               | Standort            | Schloss Neubeuern            |
| 1904–1908 | Steinach                         | Neues Schloss Steinach                                                                                   | Standort            | Neues Schloss Steinach       |
| 1905      | Bad Tölz                         | Marienstift, Umgestaltung                                                                                | Standort            | Marienstift                  |
| 1905–1907 | Düsseldorf                       | Wohnhaus der Kunstsammlerin Elodie Puricelli, Königsallee 49                                             | Standort            | Königsallee 49               |
| 1905–1906 | Obenhausen                       | Gasthaus Blaue Traube                                                                                    | Standort            | Blaue Traube                 |
| 1906      | Bad Tölz                         | Hotel Kolbergarten                                                                                       | Standort            | Hotel Kolbergarten           |
| 1906–1907 | München                          | Corpshaus des Corps Germania München                                                                     | Standort            | Corpshaus                    |
| 1906      | München                          | Deutsches Museum (1906 begonnen, Ausführung bis 1919 von Emanuel von Seidl betreut, 1925 fertiggestellt) | Standort            | Deutsches Museum             |
| 1907      | Stepperg bei Rennertshofen       | Pfarrkirche St. Michael (Turm von 1731 beibehalten)                                                      | Standort            | Pfarrkirche St. Michael      |
| 1907      | Speyer                           | Historisches Museum der Pfalz                                                                            | Standort            | Historisches Museum          |
| 1908      | München                          | Bavariapark, Umgestaltung                                                                                | Standort            | Bavariapark                  |
| 1909–1913 | Bremen                           | Neues Rathaus                                                                                            | Standort            | Neues Rathaus                |
| 1911–1912 | München                          | Wohn- und Geschäftshaus A. S. Drey                                                                       | Standort            | A. S. Drey                   |
| 1913      | Bayrischzell                     | Rosenkranzkapelle                                                                                        | Standort            | Rosenkranzkapelle            |
| 1914      | Bad Tölz                         | Kurhaus                                                                                                  | Standort            | Kurhaus                      |
| 1913/14   | Bad Heilbrunn                    | Parkvilla (Landhaus Höck)                                                                                | Standort            | Parkvilla                    |

## Filme
- Gabriel von Seidl 1. Ein Architekt prägt München. Dokumentarfilm, Deutschland, 2004, 45 Min., Buch und Regie: Bernhard Graf, Produktion: Bayerischer Rundfunk, Reihe: Faszination Kunst, Inhaltsangabe von ARD.
- Gabriel von Seidl 2. Architekt des bayerischen Heimatstils. Dokumentarfilm, Deutschland, 2004, 45 Min., Buch und Regie: Bernhard Graf, Produktion: BR, Reihe: Faszination Kunst, Inhaltsangabe von ARD.
- Video bei ARD-Alpha, 16 Min. (Online bis 4. Mai 2022) Geschichten Großer Geister: Faszination der Technik. Carl von Linde (1842–1934), Ingenieur und Unternehmer, Oskar von Miller (1855–1934/Gründer des Deutschen Museums und Elektrotechniker), Gabriel von Seidl (1848–1913/Architekt) diskutieren auf einer Bühne im alten Südlichen Friedhof.